# Hatványhalmaz

Az {x, y, z} halmaz hatványhalmazának az elemei Hasse-diagrammal ábrázolva

A halmazelméletben egy halmaz hatványhalmazának nevezzük az adott halmaz összes részhalmazainak a halmazát.
A halmazok halmazát Ernst Zermelo és Gerhard Hessenberg is vizsgálta. A hatványhalmaz elnevezés későbbi.

## Definíció
Ha {\displaystyle H} halmaz, akkor {\displaystyle {\mathcal {P}}(H)}-val jelöljük és a {\displaystyle H} halmaz hatványhalmazának nevezzük a {\displaystyle H} összes részhalmazainak halmazát.
Vagy másképpen:
{\displaystyle {\mathcal {P}}(H):=\{x\mid x\subseteq H\}}
ahol a {\displaystyle \subseteq } szimbólum a részhalmaz-reláció jele.
A hatványhalmaz halmazrendszer, azaz egy olyan halmaz, melynek elemei halmazok. A {\displaystyle {\mathcal {P}}(H)} rendszer elemei közé tartoznak a nem valódi részhalmazok, így az üres halmaz és {\displaystyle H} is. További jelölései: {\displaystyle {\mathfrak {p}}(X),\ 2^{X},\ \mathrm {Pot} (X),\ \Pi (X),\ \wp (X)} és {\displaystyle {\mathfrak {P}}(X)}.

## Példa
Ha {\displaystyle H} az {\displaystyle \{a,b,c\}} háromelemű halmaz, akkor részhalmazai a következők:
- nullaelemű részhalmaza az {\displaystyle \emptyset } üres halmaz
- egyelemű részhalmazai az {\displaystyle \{a\}}, a {\displaystyle \{b\}} és a {\displaystyle \{c\}}
- kételemű részhalmazai: {\displaystyle \{a,b\}}, {\displaystyle \{a,c\}} és {\displaystyle \{b,c\}}
- egyetlen háromelemű részhalmaza saját maga: {\displaystyle \{a,b,c\}}

Tehát {\displaystyle {\mathcal {P}}(H)={\big \{}\emptyset ,\{a\},\{b\},\{c\},\{a,b\},\{a,c\},\{b,c\},\{a,b,c\}{\big \}}}
További példák:
- {\displaystyle {\mathcal {P}}(\emptyset )=\{\emptyset \}}
- {\displaystyle {\mathcal {P}}(\{a\})={\bigl \{}\emptyset ,\{a\}{\bigr \}}}
- {\displaystyle {\mathcal {P}}(\{a,b\})={\bigl \{}\emptyset ,\{a\},\{b\},\{a,b\}{\bigr \}}}
- {\displaystyle {\mathcal {P}}({\mathcal {P}}(\emptyset ))={\bigl \{}\emptyset ,\{\emptyset \}{\bigr \}}}
- {\displaystyle {\mathcal {P}}({\mathcal {P}}(\{a\}))={\bigl \{}\emptyset ,\{\emptyset \},\{\{a\}\},\{\emptyset ,\{a\}\}{\bigr \}}}

Egy halmazrendszer, például egy topológia vagy σ-algebra az alapjukul szolgáló {\displaystyle X} tér, mint ponthalmaz {\displaystyle {\mathcal {P}}(X)} hatványhalmazának részhalmaza, azaz {\displaystyle {\mathcal {P}}({\mathcal {P}}(X))} eleme.

## Tételek a hatványhalmazról
- Tétel – Ha H véges halmaz és elemszáma az n természetes szám, akkor H hatványhalmazának számossága {\displaystyle |{\mathcal {P}}(H)|=2^{n}}.

Megjegyzés: Ez a tétel magyarázza a hatványhalmaz elnevezést, és az irodalomban néhol előforduló {\displaystyle 2^{H}:={\mathcal {P}}(H)} hatványozásra utaló jelölést.
- Tétel – (Cantor-tétel) – Bármely H halmaz esetén {\displaystyle {\mathcal {P}}(H)} számossága nagyobb H számosságánál.

Jelben: {\displaystyle |{\mathcal {P}}(H)|>|H|}.
- Tétel – A természetes számok hatványhalmazának számossága megegyezik a valós számok halmazának számosságával, azaz kontinuum-számosságú. Tömören: {\displaystyle |{\mathcal {P}}(\mathbb {N} )|=|\mathbb {R} |}.

Egy hatványhalmaz több algebrai és relációs struktúra alaphalmaza is lehet.
- Állítás – Ha H halmaz, akkor a
- {\displaystyle ({\mathcal {P}}(H),\cup )} és {\displaystyle ({\mathcal {P}}(H),\cap )} (azaz rendre az unióval és a metszettel, mint műveletekkel ellátva) egységelemes, zéróelemes félcsoportok
- {\displaystyle {\mathcal {P}}(H)} a {\displaystyle \cup }-val és {\displaystyle \cap }-val mint műveletekkel ellátva Boole-algebrát alkot
- {\displaystyle {\mathcal {P}}(H)} a {\displaystyle \subseteq } relációval ellátva Boole-hálót alkot.

Továbbá a mértékelmélet számára fontos tény, hogy a {\displaystyle {\mathcal {P}}(H)} hatványhalmaz halmazgyűrű, sőt {\displaystyle \sigma }-algebra (szigma-algebra).

## Struktúrája
A {\displaystyle \subseteq } tartalmazás reláció részben rendezés a hatványhalmazon, de nem teljes rendezés, ha a teljes halmaz legalább kételemű. A legkisebb elem az {\displaystyle \emptyset }, a legnagyobb a teljes halmaz.
A {\displaystyle ({\mathcal {P}}(X),\subseteq )} részben rendezés teljes háló. Ez azt jelenti, hogy {\displaystyle {\mathcal {P}}(X)} minden részhalmazának van közös legnagyobb alsó korlátja és legkisebb felső korlátja. Konkrétan ez a metszet, illetve az unió. Jelben, ha {\displaystyle T\subseteq {\mathcal {P}}(X)}, akkor:
{\displaystyle \inf(T)=\bigcap _{M\in T}M\quad {\text{ és }}\quad \mathrm {sup} (T)=\bigcup _{M\in T}M.}
A legnagyobb, illetve legkisebb elemek legnagyobb alsó korlátja, illetve legkisebb felső korlátja:
{\displaystyle \inf(\emptyset )=X\quad {\text{ és }}\quad \sup(\emptyset )=\emptyset .}
Ha hozzávesszük a komplementerképzést, mint {\displaystyle {}^{\mathrm {c} }:{\mathcal {P}}(X)\rightarrow {\mathcal {P}}(X)}, akkor {\displaystyle ({\mathcal {P}}(X),\cap ,\cup ,^{\mathrm {c} },\emptyset ,X)} Boole-háló, azaz distributív és komplementeres háló.
Minden Boole-háló indukál egy egyértelmű kommutatív gyűrűszerkezetet, ez az úgynevezett Boole-gyűrű. Műveletei az {\displaystyle {\mathcal {P}}(X)} halmazon a szimmetrikus differencia, mint összeadás, és a metszet, mint szorzás. Az összeadás semleges eleme az üres halmaz, és a szorzás semleges eleme a teljes halmaz.

## Karakterisztikus függvény
Ha az alaphalmaz {\displaystyle X}, akkor minden {\displaystyle T\subseteq X} részhalmazhoz hozzárendelhető egy {\displaystyle \chi _{T}\colon X\to \{0,1\}} karakterisztikus függvény, amelyre:
{\displaystyle \chi _{T}(x):={\begin{cases}1,&x\in T\\0,&x\not \in T\end{cases}}}
Ez bijekció {\displaystyle {\mathcal {P}}(X)} és {\displaystyle \{0,1\}^{X}} között. Ez motiválja a {\displaystyle {\mathcal {P}}(X)} és a {\displaystyle 2^{X}} jelöléseket, mivel a természetes számok Neumann-modelljében {\displaystyle 2=\{0,1\}} (általában: {\displaystyle n=\{0,...,n-1\}})
Az {\displaystyle {\mathcal {P}}(X)\cong \{0,1\}^{X}} megfeleltetés tisztán bijekció, azonban megfelelő műveleteket definiálva izomorfizmussá tehető.

## Számossága
A következőkben {\displaystyle |H|} jelöli egy {\displaystyle H} halmaz számosságát.
- Ha {\displaystyle X} véges, akkor {\displaystyle |{\mathcal {P}}(X)|=2^{|X|}}.
- Minden halmazra teljesül Cantor tétele: {\displaystyle |X|<|{\mathcal {P}}(X)|}.

Végtelen {\displaystyle X} halmaz esetén is jelölik {\displaystyle 2^{|X|}}-nel a {\displaystyle |{\mathcal {P}}(X)|=\left|2^{X}\right|} hatványhalmaz számosságát. Az általánosított kontinuumhipotézis szerint, ha az {\displaystyle X} halmaz végtelen, akkor az {\displaystyle |X|} számosság után az {\displaystyle |{\mathcal {P}}(X)|} a közvetlenül következő számosság: {\displaystyle \mathrm {GCH} \implies (|X|<|Y|\implies |{\mathcal {P}}(X)|\leq |Y|).}

## Az axiomatikus elméletek hatványhalmaz-fogalmai
Cantor elméletében, a naiv halmazelméletben egyáltalán nem kétséges, hogy minden H halmaz esetén a {\displaystyle x\subseteq H} kijelentésből képezett {\displaystyle \{x\mid x\subseteq H\}} halmaz létezik. Az axiomatikus elméletekben ezzel szemben ezt a tényállást axiómában kell rögzíteni. Az ilyen axiómát hatványhalmaz-axiómának nevezzük.

### Zermelo–Fraenkel-axiómarendszer
ZF-ben (és bővítéseiben) hatványhalmaz-axiómának nevezzük a következő formulát:
{\displaystyle (\forall x)(\exists y)(\forall z)((z\in y)\Leftrightarrow (z\subseteq x))}
ahol {\displaystyle z\subseteq x} jelöli az {\displaystyle (\forall u)((u\in z)\Rightarrow (u\in x))} formulát.

### Neumann–Bernays–Gödel-halmazelmélet
Az NBG-ben (lényegében) szabad képezni minden formalizálható T(x) tulajdonságra az {x|T(x)} kifejezést, csak ezt nem minden esetben nevezhetjük halmaznak, hanem csak osztálynak. Azt NBG esetén azt mondjuk, hogy a H kifejezés halmaz, ha levezethető az {\displaystyle (\exists y)(H\in y)} formula. Ezt a formulát Set(H)-val jelöljük és jelentése: „H halmaz”. Rövidítsük az {\displaystyle \{x|x\subseteq H\}}-t {\displaystyle {\mathcal {P}}(H)}-val. Ekkor a hatványhalmaz-axióma a következő formula:
{\displaystyle (\forall x)({\mathcal {S}}et(x)\Rightarrow {\mathcal {S}}et({\mathcal {P}}(x)))}

### Bourbaki-halmazelmélet
A francia matematikuscsoport által kidolgozott formális-axiomatikus halmazelméletben minden A formula (itt szintén formalizálható tulajdonságra kell gondolnunk) és x változó esetén {\displaystyle {\mathcal {C}}oll_{x}(A)} jelöli az {\displaystyle (\exists y)((x\in y)\Leftrightarrow A(x))} formulát, melynek jelentése: „az A(x) tulajdonságból halmaz képezhető (éspedig az {x|A(x)} halmaz)”. Ha {\displaystyle {\mathcal {C}}oll_{x}(A)} tétel, akkor azt mondjuk, hogy az A formula kollektivizáló az x változóban. A hatványhalmaz-axióma ekkor a következő formula:
{\displaystyle (\forall x)({\mathcal {C}}oll_{y}(y\subseteq x))}
ahol {\displaystyle y\subseteq x} jelöli az {\displaystyle (\forall u)((u\in y)\Rightarrow (u\in x))} formulát.

## Hasonló konstrukciók
Ha {\displaystyle X} egy halmaz, akkor {\displaystyle {\mathcal {P}}_{\kappa }(X)=\{U\subseteq X:|U|<\kappa \}} azt a halmazrendszert jelöli, mely az {\displaystyle X} halmaz {\displaystyle \kappa }-nál kevesebb elemet tartalmazó részhalmazaiból áll. Például {\displaystyle {\mathcal {P}}_{3}(\{a,b,c\})=\{\emptyset ,\{a\},\{b\},\{c\},\{a,b\},\{a,c\},\{b,c\}\}}. A teljes {\displaystyle \{a,b,c\}} halmaz hiányzik, hiszen nem tartalmaz kevesebb, mint három elemet.
A hatványképzés kiterjeszthető osztályokra is. Itt arra kell vigyázni, hogy valódi osztályok nem állhatnak az {\displaystyle \in } reláció bal oldalán. Egy K osztály hatványa az az osztály, melynek elemei azok a halmazok, amelyek elemei mind K-beliek. Tehát a hatványhalmaz az osztály részhalmazaiból áll. Valódi osztály hatványhalmaza valódi osztály, mivel egyenként elemei a K elemeiből alkotott egyelemű halmazok, de nem eleme a teljes K osztály. Viszont az üres halmaz eleme.

## Történeti adalékok
Georg Cantor, halmazelméletének ellentmondásosságát Russelltől függetlenül saját maga is felismerte. Az általa talált Cantor-antinómia a Cantor-tételből következik. Legyen U az összes halmazok halmaza, azaz bármely H halmazra {\displaystyle H\in U}. A naiv halmazelmélet szerint bármely halmaznak van hatványhalmaza, így U-nak is. Ekkor a Cantor-tétel szerint fennáll a következő egyenlőtlenség: {\displaystyle |U|<|{\mathcal {P}}(U)|\leq |U|}, ami ellentmondás.
Az ellentmondás feloldását az NBG szemléletű osztálykalkulusban tehetjük meg. Eszerint, ugyan lehet képezni a {\displaystyle {\mathcal {P}}(U)} összességet, de mivel Set(U) cáfolható, azaz U nem halmaz így a Cantor-tétel, mely csak halmazokra vonatkozik nem használható fel.

### Bourbaki halmazelméletéről
- Kristóf János, Az analízis logikai alapjai, ELTE jegyzet, 1998.

(A matematika logikai megalapozása Bourbaki szerint, Kristóf János kitűnő tolmácsolásában. A teljes szöveg elektronikus formában itt. Archiválva 2005. február 4-i dátummal a Wayback Machine-ben)
- Kristóf János, Az analízis elemei I., ELTE jegyzet, 1996.

(A halmazelmélet és az analízis megalapozása Bourbaki szerint. A teljes szöveg elektronikus formában itt. Archiválva 2005. február 4-i dátummal a Wayback Machine-ben)
- Nikolas Bourbaki, Théorie des Ensembles, de la collection éléments de Mathématique, Hermann, Paris 1970. (gyakran orosz kiadásban: Tyeorija mnozsensztvo)
- Cikk a Bourbaki-csoportról Archiválva 2004. december 7-i dátummal a Wayback Machine-ben

## Fordítás
Ez a szócikk részben vagy egészben  a   Potenzmenge című német Wikipédia-szócikk fordításán alapul.  Az eredeti cikk szerkesztőit annak laptörténete sorolja fel. Ez a jelzés csupán a megfogalmazás eredetét és a szerzői jogokat jelzi, nem szolgál a cikkben szereplő információk forrásmegjelöléseként.